# فيديريكو كوريا
فيديريكو كوريا (مواليد 9 مارس 1992) هو لاعب تنس محترف أرجنتيني، أعلى تصنيف له في الفردي كان ال52 في أبريل 2022.

## روابط خارجية
- فيديريكو كوريا على موقع رابطة محترفي التنس (الإنجليزية)
- فيديريكو كوريا على موقع الاتحاد الدولي لكرة المضرب (الإنجليزية)
- فيديريكو كوريا على موقع كأس ديفيز (الإنجليزية)
- فيديريكو كوريا على موقع خلاصة التنس.كوم (الإنجليزية)
- فيديريكو كوريا على موقع إي إس بي إن.كوم (الإنجليزية)
- فيديريكو كوريا على موقع أوليمبيديا (الإنجليزية)